# Nebelwerfer

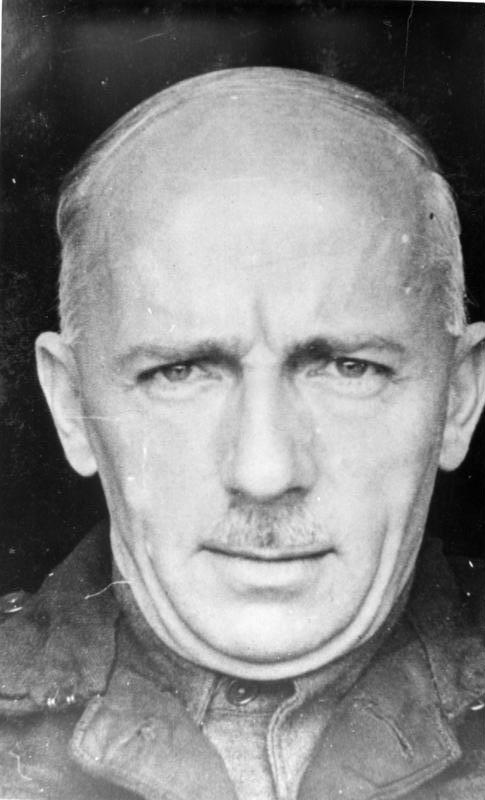
Walter Dornberger

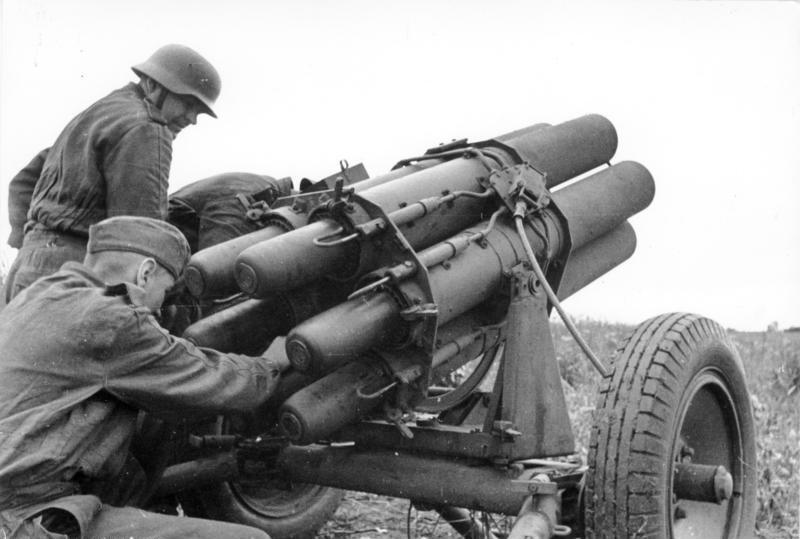
15-cm Nebelwerfer 41 na froncie wschodnim

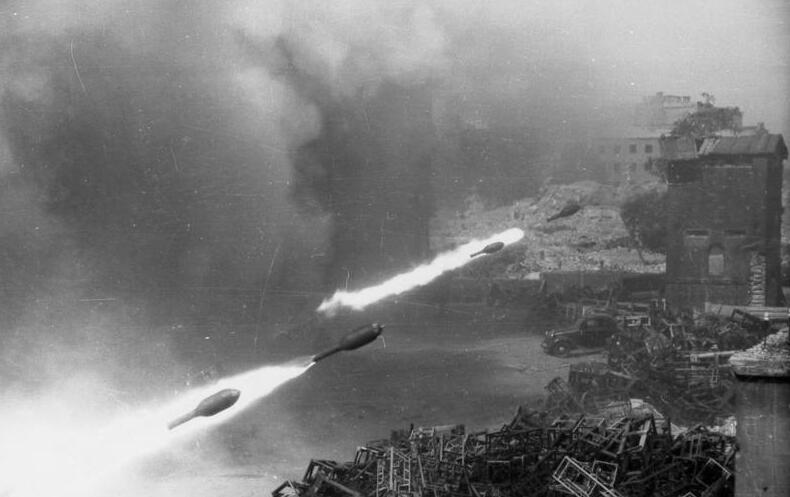
Salwa Nebelwerferów nad Warszawą w 1944 roku

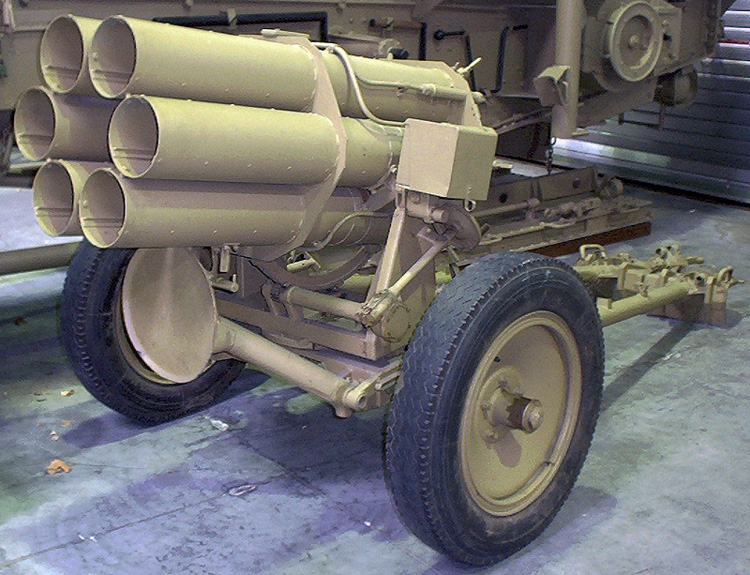
15-cm Nebelwerfer 41

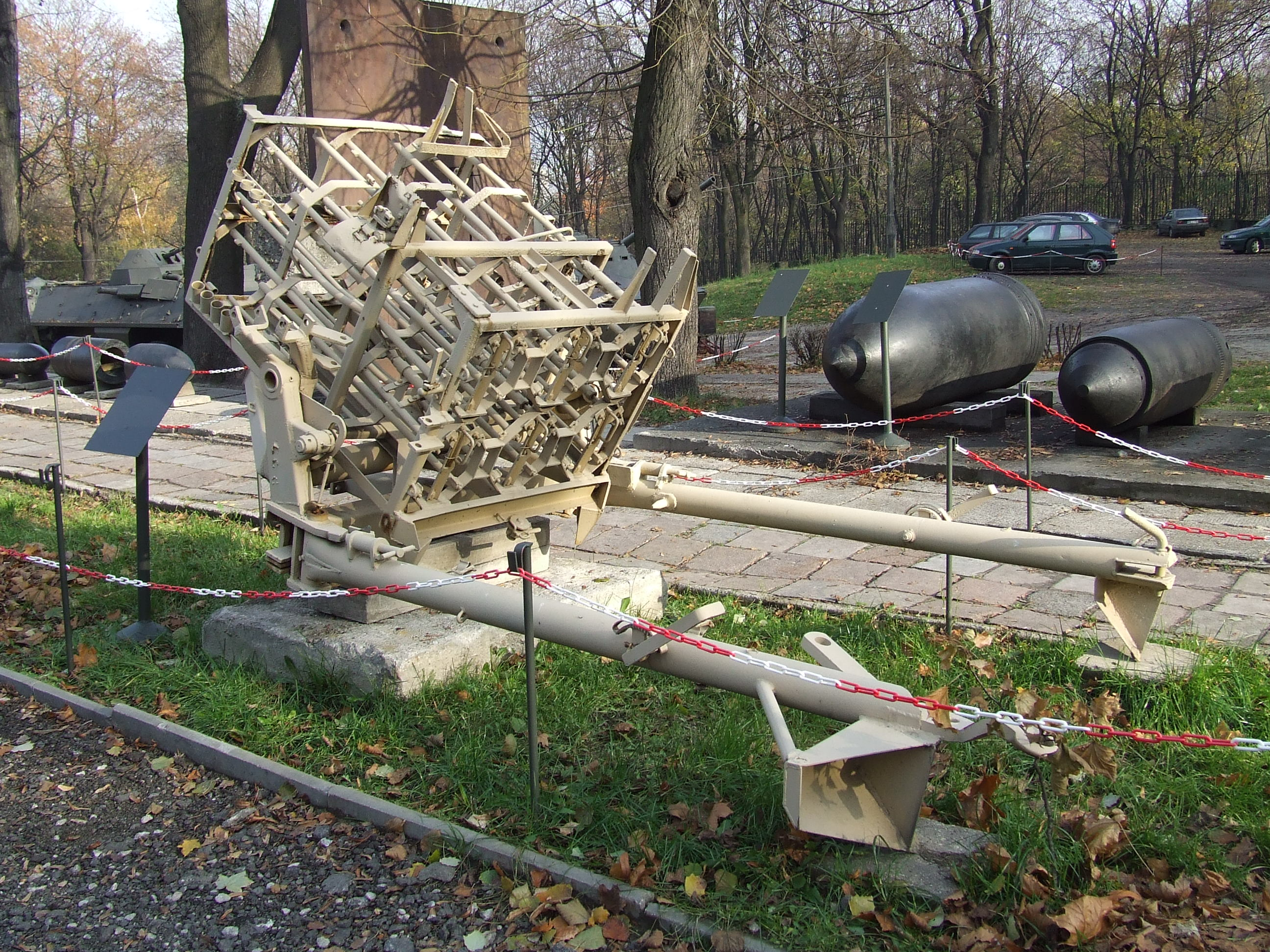
30-cm Raketenwerfer 56

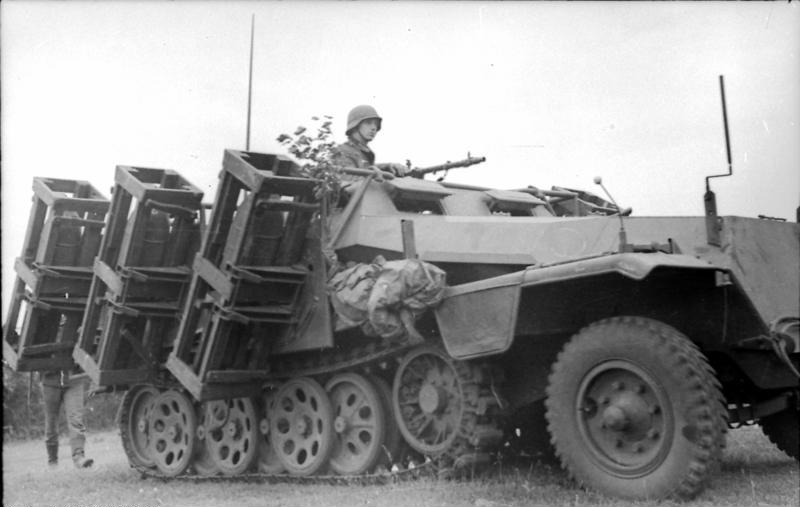
Wurfrahmen 40

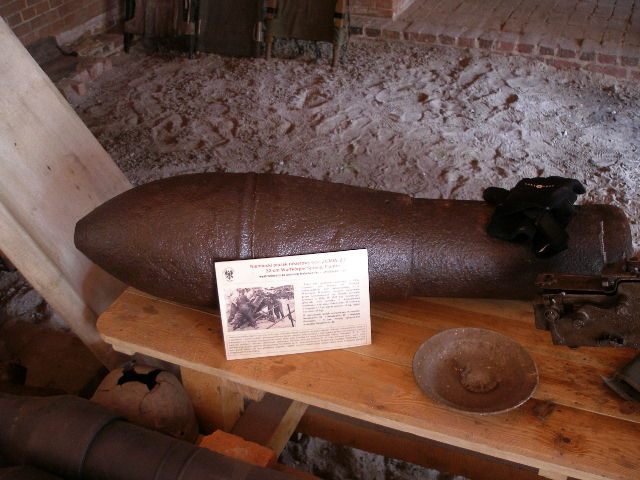
30 cm Wgr. 42 Spr.

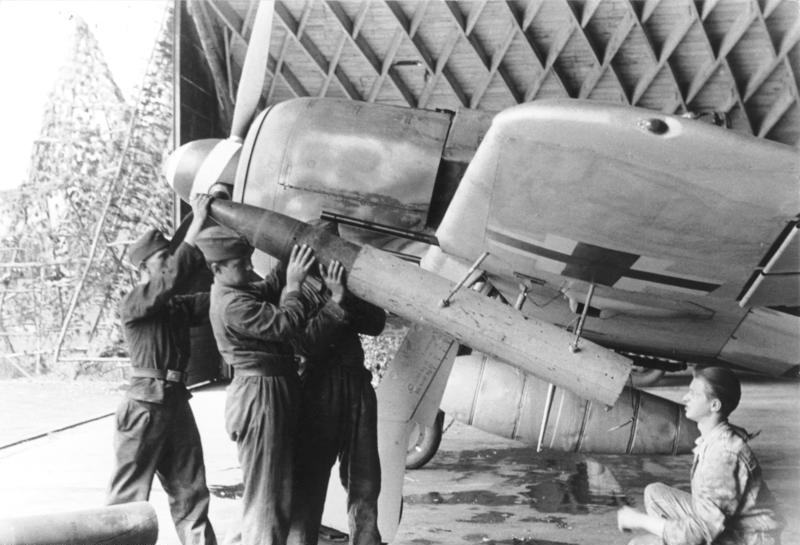
21 cm BR

Nebelwerfer (z niem. „miotacz mgły”) – niemieckie wieloprowadnicowe wyrzutnie rakietowe z okresu II wojny światowej. Zasadniczym celem ich użycia było prowadzenie szybkiego, zmasowanego i zaskakującego wroga ognia przeciw celom naziemnym. W okresie powstania warszawskiego przylgnęła do nich polska nazwa szafa lub krowa (z uwagi na charakterystyczny dźwięk jaki był słyszalny podczas odpalania salwy pocisków). Żołnierze amerykańscy przezywali je screaming Mimi.

## Historia

### Geneza wyrzutni Nebelwerfer
Prace nad Nebelwerferami rozpoczęły się w latach 30. XX wieku. Powstały one na bazie doświadczeń i prac konstrukcyjnych Waltera Dornbergera, który w Urzędzie Uzbrojenia Wojsk Lądowych Niemiec zajmował się projektowaniem rakiet dla potrzeb Reichswehry. Opracował on wyrzutnię rakietową kalibru 150 mm Do-Werfer (wyrzutnia Dornbergera), która stała się protoplastą wszystkich późniejszych Nebelwerferów.
W początkowym okresie prac rozwojowych nad wyrzutniami rakietowymi w celu ukrycia ich faktycznego przeznaczenia i dezinformacji broń ta została ukryta pod kryptonimem Nebelwerfer, co miało sugerować, że głównym ich przeznaczeniem będzie wykorzystanie w wojskach zadymiania i chemicznych.

### Rozwój wyrzutni Nebelwerfer
Pierwszą wyrzutnię 15-cm Nebelwerfer 41 (15-cm Nb. W. 41) kalibru 150 mm opracowano w latach 1937-1939. Składała się ona z 6 prowadnic rurowych, złączonych w wiązkę. Wyrzutnię mocowano na łożu z rozstawialnymi trzema podporami i demontowanymi kołami. Zapłon pocisków odbywał się za pomocą zapalarki elektrycznej. Donośność 15-cm Nebelwerfer 41 wynosiła 3000 m przy materiale pędnym z prochu dymnego i 6700 m przy zastosowaniu prochu bezdymnego.
W 1940 opracowano ciężką wyrzutnię ramową schweres Wurfgerät 40 Holz która charakteryzowała się dużą prostotą i łatwością obsługi na polu walki – była to po prostu drewniana rama ustawiana na ziemi. Odpalanie pocisków rakietowych 28 cm Wk. Spr. i 32 cm Wk. Fl. odbywało się bezpośrednio z fabrycznych opakowań, którymi były drewniane skrzynie układane na ramie wyrzutni. Wyrzutnie tego rodzaju bardzo często montowano na pojazdach ciężarowych, a także półgąsienicowych i specjalnych. Podobnie jak w poprzedniej konstrukcji pociski inicjowane były elektrycznie. Donośność pocisku wynosiła 1925–2200 m. Odmianą tej wyrzutni była schweres Wurfgerät 41 Stahl, której ramę wykonano ze stali.
W 1941, aby usprawnić mobilność oddziałów rakietowych, opracowano wyrzutnię 28/32-cm Nebelwerfer 41, która holowana przez ciągnik, miała znacznie większe pole manewru, niż stacjonarne wyrzutnie ramowe – była montowana na dwukołowej przyczepie. Wprowadzono także do użycia wyrzutnię schwerer Wurfrahmen 40, umożliwiającą montaż 4-6 skrzynek z pociskami 28/32 cm Wk. na pojeździe opancerzonym – najczęściej występowały w tej roli transportery Sd.Kfz.251, wykorzystywano także zdobyczne francuskie ciągniki artyleryjskie Renault UE i czołgi Hotchkiss H-35. W tym samym roku na uzbrojenie Wehrmachtu weszła wyrzutnia 5-prowadnicowa kalibru 210 mm 21-cm Nebelwerfer 42, wystrzeliwująca pociski 21 cm Wgr. 42 Spr o zasięgu 7850 m.
Od 1943 Dowództwo Wojsk Lądowych Wehrmachtu zdecydowało się zmodyfikować wyrzutnię 28/32-cm Nebelwerfer 41, wdrażając do produkcji 30-cm Nebelwerfer 42 z pociskami kalibru 300 mm. Nowa wyrzutnia charakteryzowała się większą donośnością. Ze względu na dużą masę pocisków rakietowych, opracowano do niej specjalne nosze (korytko ładowniczego), używane podczas ładowania.
W 1943 powstał 15-cm Panzerwerfer 42 służący do szybkiego i zmasowanego wsparcia ogniowego dla wojsk pierwszej linii frontu. Zestaw ten składał się z 10 prowadnic rurowych, zamontowanych na półgąsienicowym pojeździe zwanym Maultier („muł”). W 1944 opracowano wyrzutnię rakietową 30-cm R-Werfer 56, która była modyfikacją 30-cm Nebelwerfer 42 o zwiększonej donośności.

## Wyrzutnie rakietowe Nebelwerfer
- 15-cm Nebelwerfer 41 (15-cm Nb. W. 41) – wyrzutnia rurowa kaliber 150 mm, złożona z 6 prowadnic, masa 540 kg, donośność od 3000 do 6700 m.
- schweres Wurfgerät 40-Holz (Schwer. Wurfg. 40-Holz) – wyrzutnia ramowa/skrzyniowa kaliber 280/320 mm, złożona ze skrzyń drewnianych ustawianych na prostym stelażu, donośność 1925/2200 m.
- schweres Wurfgerät 40-Stahl (Schwer. Wurfg. 40-Stahl) – wyrzutnia ramowa/skrzyniowa kaliber 280/320 mm, złożona ze skrzyń stalowych ustawianych na prostym stelażu, donośność 1925/2200 m.
- 28/32-cm Nebelwerfer 41 (28/32-cm Nb. W. 41) – wyrzutnia koszowa kaliber 280/320 mm, złożona z 6 prowadnic, donośność 1925/2200 m.
- 21-cm Nebelwerfer 42 (21-cm Nb. W. 42) – wyrzutnia rurowa kaliber 210 mm, złożona z 5 prowadnic, masa 540 kg, donośność 7850 m.
- 30-cm Nebelwerfer 42 (30-cm Nb. W. 42) – wyrzutnia koszowa kaliber 300 mm, złożona z 6 prowadnic, masa 1100 kg, donośność 4550 m.
- 30-cm Raketenwerfer 56 (30-cm R-Werfer 56) – wyrzutnia koszowa kaliber 150/300 mm, złożona z 6 prowadnic, donośność 6900/4550 m.
- 15-cm Panzerwerfer 42 (15-cm – PzW 42) – wyrzutnia rurowa kaliber 150/210 mm, złożona z 10 prowadnic, instalowana na obrotowej wieżyczce opancerzonego pojazdu półgąsienicowego Opel Maultier, masa 8500 kg, donośność do 7850 m.

## Inne wersje niemieckich wyrzutni rakietowych
W czasie II wojny światowej Niemcy po zapoznaniu się z radzieckimi samobieżnymi wyrzutniami rakietowymi BM-8 Katiusza wyprodukowali niewielką liczbę 48 prowadnicowych wyrzutni szynowych kalibru 80 mm z pociskami stabilizowanymi za pomocą brzechw (8 cm R-Vielfachwerfer), które weszły na uzbrojenie Waffen-SS. Montowano je na francuskich półgąsienicowych pojazdach SOMUA MCG i niemieckich Sd.Kfz. 4.
Dla jednostek specjalnych opracowano również kilka innych wyrzutni:
- schwerer Wurfrahmen 40 (Wurfgstell 40) – używana w jednostkach saperskich i w piechocie, wyrzutnia skrzyniowa kaliber 280/320 mm, donośność do 2200 m, zawieszana na burtach pojazdów.
- Do-Gerät – używana przez wojska powietrznodesantowe, wyrzutnia szynowa kalibru 158,5 mm, długość prowadnicy 2,14 m, masa 19 kg, masa po załadowaniu 53,14 kg, donośność do 5000 m.

## Pociski rakietowe
W Nebelwerferach stosowano pociski rakietowe stabilizowane w locie za pomocą dysz, które nadawały im ruch obrotowy i zwiększały celność. Jako materiał pędny stosowano początkowo sprasowany proch dymny, który od 1941 zastępowano prochem bezdymnym – dwuglikolowym, a od 1944 – prochem bezdymnym hydrocelulozowym. Pocisk 15 cm Wgr. 41 Spr. składał się z dwóch części. Silnik rakietowy i materiał napędowy umieszczono w głowicy, ładunek wybuchowy – poniżej dysz w tylnej części pocisku. Niekonwencjonalna budowa tego typu rakiet miała wiele zalet. Przede wszystkim:
- wszystkie odłamki rażą ludzi i nieopancerzony sprzęt
- w epicentrum wybuchu pocisków powstają gwałtowne zmiany ciśnienia, które powodują u ludzi pękanie pęcherzyków płucnych i naczyń krwionośnych co wywołuje natychmiastową śmierć nawet jeżeli człowiek nie został bezpośrednio trafiony odłamkiem.

Pozostałe pociski – 21 cm Wgr. 42 Spr., 28/32 cm Wk. oraz 30 cm Wgr. 42 Spr. – posiadały już konwencjonalny układ z głowicą bojową umieszczoną z przodu i silnikiem z tyłu.
W czasie II wojny światowej eksperymentowano z wykorzystaniem pocisków tego typu również do innych celów. W trakcie badań w Peenemünde próbowano pociskami rakietowymi strzelać z zanurzonego okrętu podwodnego (U-511). Testowano także możliwość wykorzystania ich jako broń przeciwlotniczą.
Od roku 1943 pocisk 21 cm Wgr. 42 Spr. używany był przez Luftwaffe jako broń lotnicza do atakowania formacji ciężkich bombowców.

### Dane techniczne pocisków rakietowych
- 15 cm Wurfgranate 41 Spreng (15 cm Wgr. 41 Spr.) – pocisk odłamkowo-burzący, masa 34,7 kg, masa głowicy 10 kg
- 21 cm Wurfgranate 42 Spreng (21 cm Wgr. 42 Spr.) – pocisk odłamkowo-burzący, masa 112,5 kg, masa głowicy 47,5 kg
- 28 cm Wurfkörper Spreng/Flamm (28 cm Wk. Spr.) – pocisk burzący, masa 83,7 kg, masa głowicy 61 kg
- 30 cm Wurfgranate 42 Spreng (30 cm Wgr. 42 Spr.) – pocisk burzący, masa 125,6 kg, masa głowicy 66,3 kg
- 32 cm Wurfkörper Flamm (32 cm Wk. Fl.) – pocisk zapalający, masa 78,4 kg, masa głowicy 55,8 kg

## Literatura
- Zygmunt Czarnotta, Zbigniew Moszumański, Artyleria rakietowa Wehrmachtu, Warszawa 1995, ISBN 83-900217-8-2.